# Martin Kupper
Martin Kupper (* 31. Mai 1989 in Tallinn, Estnische SSR, UdSSR) ist ein estnischer Leichtathlet, der sich auf den Diskuswurf spezialisiert hat.

## Sportliche Karriere und Erfolge
Erste internationale Erfahrungen sammelte Martin Kupper im Jahr 2011, als er bei den U23-Europameisterschaften in Ostrava mit einer Weite von 55,82 m in der Qualifikation ausschied. 2014 nahm er dann erstmals an den Europameisterschaften in Zürich teil und belegte dort mit 60,89 m im Finale den neunten Platz. Im Jahr darauf schied er bei den Weltmeisterschaften in Peking mit 61,59 m in der Qualifikation aus, erreichte anschließend bei den Militärweltspielen im südkoreanischen Mungyeong mit 60,92 m Rang vier. 2016 wurde er bei den Europameisterschaften in Amsterdam mit 63,55 m Siebter und qualifizierte sich damit für die Teilnahme an den Olympischen Spielen in Rio de Janeiro, bei denen er mit 66,58 m im Finale auf Rang vier landete.
2017 schied er bei den Weltmeisterschaften in London mit 62,71 m in der Qualifikation aus und auch bei den Europameisterschaften in Berlin im Jahr darauf reichten 62,13 m nicht für einen Finaleinzug. 2019 schied er bei dann bei den Weltmeisterschaften in Doha mit 62,10 m ein weiteres Mal in der Vorrunde aus und wurde anschließend bei den Militärweltspielen in Wuhan mit 59,56 m erneut Vierter.
2016, 2017 und 2020 wurde Kupper estnischer Meister im Diskuswurf.